# Sãotoméibis
Sãotoméibis (Bostrychia bocagei) är en akut hotad fågel i familjen ibisar inom ordningen pelikanfåglar, med mycket begränsad utbredning på den lilla ön São Tomé i Guineabukten.

## Kännetecken
Sãotoméibis är en liten skogsibis, 60–65 centimeter lång. Adult fågel har dovt olivfärgad huvud och kropp med lätt bronsfärgad mantel och vingtäckare. Runt ögonen och kring näbbens bas är den mörkare. Lätet är diverse hostande grymtningar när den störts och ett hårt trumpetande när den tar nattkvist.

## Utbredning och status
Sãotoméibis förekommer som namnet avslöjar enbart på ön São Tomé i Guineabukten. Där är den dessutom begränsad till områden i sydväst kring floderna São Miguel, Xufexufe och möjligen Quija samt centralt på ön kring floderna Io Grande, Ana Chaves och Lembá. Fram till 1990 var den endast känd från historiska insamlade exemplar och anekdotiska berättelser från jägare. Den senaste bedömningen är att populationen är mycket liten, troligen mellan 70 och 400 individer. Jakttrycket verkar dessutom vara högt med sentida rapporter om 16 dödade individer. Därför kategoriserar internationella naturvårdsunionen IUCN den som akut hotad.

## Systematik
Sãotoméibis betraktades tidigare som en underart till olivibis (B. olivacea) men urskiljs nu oftast som egen art på grund av mindre storlek, avsaknad av grön- eller bronsglans och avvikande näbbfärg samt läte. Den behandlas som monotypisk, det vill säga att den inte delas in i några underarter.

## Ekologi
Sãotoméibisen förekommer en och en eller i par. Den är begränsad till urskog från havsnivån till 750 meter över havet, även om den på senare år visat sig vanligast på gränsen mellan urskog och ungskog, ibland nära palmplantage. Den födosöker på barmark eller där det finns tunn växtlighet av örter, mossa eller ormbunkar, gärna där vilda grisar bökat i marken eller i fuktiga områden nära vatten. Födan består av ryggradslösa djur som sniglar och iglar.
Fågeln tros häcka under regnsäsongen och har konstaterats ruva sina ägg i november–december. Den verkar vilja häcka i närområdets högsta träd.

## Namn
Fågelns vetenskapliga artnamn hedrar den portugisiska orntiologen José Vicente Barboza du Bocage (1823–1907).